# Хаймбург
Хаймбург (нем. Heimburg) — община в Германии, в земле Саксония-Анхальт. 
Входит в состав района Вернигероде. Подчиняется управлению Бланкенбург.  Население составляет 929 человек (на 31 декабря 2006 года). Занимает площадь 19,62 км².